# 宮古島市立伊良部中学校
宮古島市立伊良部中学校（みやこじましりつ いらぶちゅうがっこう）は、かつて沖縄県宮古島市伊良部（伊良部島）にあった市立中学校である。
2019年3月に閉校し、同年4月に本校を含む伊良部島内の4小中学校を統合して、宮古島市立伊良部島小学校・中学校が開校した。卒業生の総数は6,009人。

## 沿革
- 1948年（昭和23年）4月1日 - 伊良部中学校設置告示（伊良部村）。
- 1952年（昭和27年）9月30日 - 校舎落成式、校旗樹立、校歌発表。
- 1957年（昭和32年）1月5日 - 琉球政府の補助によりブロック校舎2教室竣工。
- 1962年（昭和37年）5月9日 - 琉球政府の補助によりブロック校舎2教室竣工。
- 1975年（昭和50年）7月14日 - 体育館落成式典。
- 1982年（昭和57年）
  - 3月20日 - 校舎（管理棟）改築竣工。
  - 4月1日 - 伊良部村が町制施行して伊良部町となったことに伴い、伊良部町立佐良浜中学校となる。
- 1983年（昭和58年）10月1日 - 校舎（普通教室、理科室、技術室）改築起工。
- 1989年（平成元年）1月26日 - 校門完成[5]。
- 2005年（平成17年）10月1日 - 宮古島市の新設合併に伴い、宮古島市立佐良浜中学校となる。
- 2019年（平成31年）3月10日 - 閉校式挙行[2][6][7]。

## 通学区域
伊良部小学校区域と同一区域である。